# Sirtsi
Koordinaten: 59° 17′ N, 26° 55′ O
Sirtsi ist ein Dorf (estnisch küla) im Kreis Ida-Viru (Ost-Wierland) im Nordosten Estlands. Seit Oktober 2013 liegt es in der Landgemeinde Lüganuse (Lüganuse vald). Bis zu deren Bildung lag es in der Landgemeinde Maidla (Maidla vald).

## Beschreibung und Geschichte
Das Dorf hat 7 Einwohner (Stand 2000). Es ist eine für die Umgebung typische Waldsiedlung. Sie wurde erstmals 1492 urkundlich erwähnt.

## Moor von Sirtsi
Bei Naturliebhabern ist vor allem das Moor von Sirtsi (Sirtsi soo) bekannt. Es erstreckt sich über eine Fläche von 5644 Hektar. Das Gebiet steht seit 1981 größtenteils unter Naturschutz. Charakteristisch für das Sumpfgebiet sind die zahlreichen Mooraugen. Im Moorgebiet siedeln Braunbären.
Noch während des 19. Jahrhunderts verlief durch das Moor ein wichtiger Pfad, der sogenannte Virutee. Er führte von Mittelestland nach Narva und weiter bis Sankt Petersburg. Er wurde erst mit dem Bau der Eisenbahnlinie zwischen der estnischen Hauptstadt Tallinn und der russischen Hauptstadt Sankt Petersburg in den 1870er Jahren aufgegeben.
Im Schutzgebiet befindet sich auch ein großer Findling. Er hat einen Durchmesser von 26,7 Metern.
In der estnischen Mythologie und im Volksmund ist das Moor von Sirtsi eng mit Geschichten um den estnischen Sagenhelden Kalevipoeg verbunden.